# Cathédrale du Sacré-Cœur de Buôn Ma Thuột
Cette  cathédrale n’est pas la seule cathédrale du Sacré-Cœur.

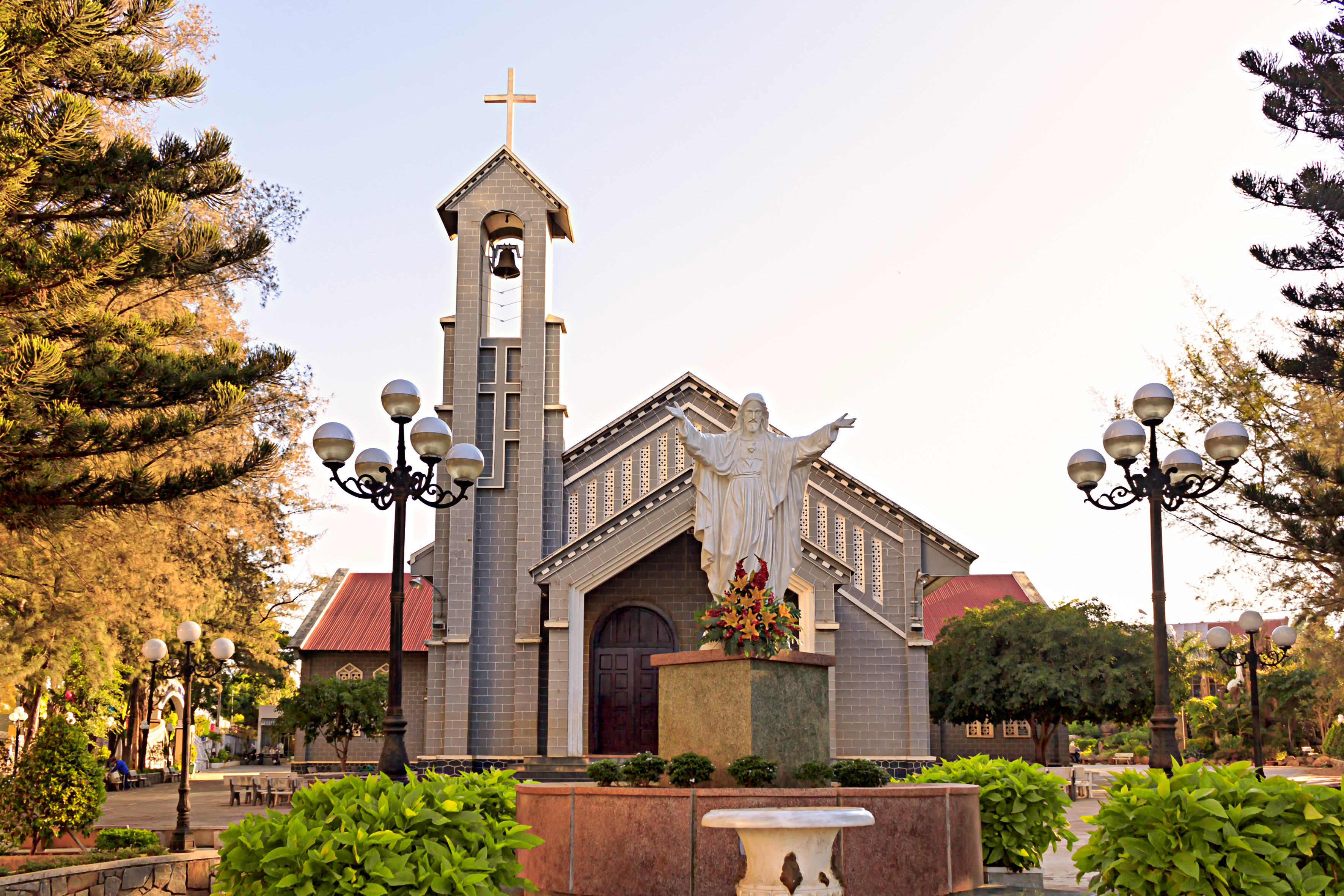
Vue de la cathédrale en 2015.

La cathédrale du Sacré-Cœur (en vietnamien : Nhà thờ chính tòa Ban Mê Thuột) est la cathédrale catholique de Buôn Ma Thuột, au Viêt Nam, capitale de la province de Dak Lak et siège du diocèse de Buôn Ma Thuột, dans le centre-sud du pays et ses hauts plateaux.
La construction de l'église a commencé en 1958 et s'est terminée en avril 1959. Elle peut recevoir 1 200 fidèles assis.
Lorsque le diocèse a été érigé par Paul VI en 1967 par la bulle Qui Dei benignitate, l'église a été élevée au statut de cathédrale. Elle est consacrée au Sacré-Cœur dont une grande statue se trouve sur le parvis. Elle est sous la responsabilité pastorale de Mgr Vincent Nguyễn Văn Bản.